# Johann Bernard Mayer
Johann Bernard Mayer fou un professor d'arpa, nascut a Alemanya a mitjan segle xviii i mort a Londres el 1820.